# Marta Vásquez
Marta Vásquez, de soltera Marta Ocampo, (Bahía Blanca, 13 de febrer de 1926-Buenos Aires, 18 de novembre de 2017)fou una activista argentina, presidenta de Madres de Plaza de Mayo Línea Fundadora. La seva filla, María Marta Vásquez Ocampo, fou segrestada, quan estava embarassada, junt amb el seu marit, César Lugones, el 14 de maig de 1976, durant l'última dictadura cívicomilitar de l'Argentina

## Biografia
Marta Ocampo de Vásquez va néixer a Bahía Blanca i va créixer a La Plata. Va tenir una adolescència feliç. Durant un dinar en una estada a prop de la Plata, va conèixer José María Vásquez, diplomàtic de carrera, amb qui es va casar dos anys més tard. Ell va morir quan portaven 47 anys de casats.
Seguint les destinacions diplomàtiques del seu marit, Marta va formar la seva llar en diferents països del món mentre criava els seus fills: José María, Luís Alberto, Rafael Marcelo, María Marta, Raúl i Gustavo. María Marta va ser l'única filla dona del matrimoni Vásquez-Ocampo. Primer José María va ser nomenat diplomàtic a Itàlia i allà van néixer els tres primers fills. Després a Argentina, en van néixer uns altres dos, i l'últim va néixer a Xile. En general, a cada lloc s'hi estaven quatre anys i van fer 17 mudances en total. Quan es va produir el cop d'Estat de març de 1976, Marta Vásquez i el seu marit eren lluny del país, en terres mexicanes.

### Segrest i desaparició de filla i gendre
María Marta i el seu marit formaven part del grup del projecte Belén, que realitzava tasques de promoció humana, social, religiosa i política a la parròquia Santa Maria Madre del Pueblo, de la villa miseria de Flores, Buenos Aires. Tots van ser segrestats i desaparegueren a mitjans de maig de 1976. Des dels seus domicilis, van passar per l'ESMA, on després de ser torturats haurien estat portats en els vols de la mort.
Igual que per a la majoria de les Madres, la notícia de la desaparició de la seva filla va canviar completament la rutina familiar.

### Actuació aMadres
Marta Ocampo va participar en nombrosos congressos a l'interior i exterior de l'Argentina, representant l'Associació de Madres, com:
- Primer Congrés de la Federació Llatinoamericana d'Associacions de Familiars de Detinguts Desapareguts (FEDEFAM) a Costa Rica el gener de 1981;
- Col·loqui de París de 1981;
- En diverses oportunitats va assistir a reunions de l'Oficina de l'Alt Comissariat de les Nacions Unides per als Drets Humans;
- El 1999 va ser elegida presidenta de la FEDEFAM, càrrec que va exercir fins al novembre del 2003.

Era la presidenta de l'Associació Madres de Plaza de Mayo, Línea Fundadora. Un dels grans èxits dels organismes de diversos països va ser la Convenció internacional per a la protecció de totes les persones contra les desaparicions forçades, votada per Nacions Unides, que, entre altres coses, declarava la desaparició forçada de persones com un crim contra la humanitat: no és el mateix que un fill es mori d'una malaltia que no pas que sigui víctima del terrorisme d'Estat. La desaparició forçada és un delicte contra la humanitat perquè és un delicte permanent, un delicte que no prescriu, de la mateixa manera queés permanent el dolor d'un familiar, d'una mare o pare que ha sofert la pèrdua forçada del seu familiar.
Construir la memòria en l'àmbit educatiu és un més dels desafiaments que assumeixen les Madres. Marta Ocampo, com moltes de les seves companyes, feia xerrades a les escoles per donar testimoniatge de la seva vida i de la seva lluita.

## Homenatges
- El març de 2012 el parlament de Rio de la Plata va distingir Marta Ocampo de Vásquez com a "Personalitat Destacada dels Drets Humans". L'excanceller Jorge Taiana va destacar que les Mares i Àvies "en el moment més fosc de la nostra història van fer front a la barbàrie i el terror a la recerca de veritat i justícia". Marta Vásquez va dir: "Als 86 anys veig les coses amb una altra visió, mai no em vaig imaginar que podria rebre aquest homenatge; en 35 anys de lluita no hen aconseguit trobar els nostres fills, però hem pres la seva militància".[6]
- Al setembre de 2015 la Universitat Nacional de la Plata (UNLP) va lliurar el títol de Doctora honoris causa a l'associació Madres de la Plaza de Mayo Línea Fundadora, de la qual ella n'era presidenta. Marta Vásquez va agrair el títol a la UNLP en nom de l'Associació i va assegurar que "aquest reconeixement és també per als nostres fills, que sempre ens guien i són els que més mereixen aquesta distinció". La presidenta de Madres va emocionar les més de 300 persones que omplien el saló auditori de la Facultat, en assenyalar que "ja prop del final de les nostres vides, ens en podem anar tranquil·les, tot sabent que els joves que avui ens acompanyen continuaran amb la nostra lluita per la memòria, la veritat i la justícia". I va concloure: "enrere deixem la nostra motxilla perquè sabem que la sabran portar ".[8]